# IJssel
IJssel este un râu în Europa de Vest. Format:Introducere râu